# カルラ・カッソーラ
カルラ・カッソーラ（Carla Cassola、1947年12月15日 - 2022年7月22日）は、イタリアの女優、声優、作曲家。

## 出演

### 映画
- 呪いの館 (1966)
- 新・夕陽のガンマン/復讐の旅 (1967)
- The Howl (1970)
- The House of Clocks (1989)
- ルチオ・フルチの新デモンズ Demonia (1990)
- キャプテン・アメリカ 卍帝国の野望 (1990)
- デモンズ4 (1991)
- Where Are You? I'm Here (1993)
- Once a Year (1994)
- The Butterfly's Dream (1994)
- Giovani e belli (1996)
- ザ・トーチャー 拷問人（イタリア語版） (2005)
- エシュロン 対NSA網侵入作戦（英語版） (2006)
- ココ・シャネル (2008)
- アンドレア・ボチェッリ 奇跡のテノール（英語版） (2017)
- 僕を憐れむ子守唄 呪われたベッドNO.6（イタリア語版） (2019)

### テレビシリーズ
- ソフィア・ローレン 母の愛（イタリア語版） (2010)